# Ken Anderson

Kenneth Anderson (nascut el 6 de març del 1976), és un lluitador professional americà més conegut en el ring com a Mr. Kennedy, actualment es troba treballant per a l'empresa de lluita, World Wrestling Entertainment (WWE) en la marca Smackdown!.

## Carrera
Després d'haver servit a l'armada dels EUA, Ken Anderson va ser entrenat pels propietaris d'All-Star Championship Wrestling,Eric Hammers i Mike Krause. Després continuà entrenant amb la llegenda Ken Patera. L'Anderson va ser convidat a participar en WWE Jacked, Velocity i WWE Heat com un treballador ocasional diversos cops fins que el febrer del 2005 Ken Anderson signà un contracte d'aprenentatge amb la WWE. Abans de signà amb la WWE, Ken Anderson aparegué alguns cops a la Total Nonstop Action Wrestling.

### Smackdown!

#### 2005
Ken Kennedy va aparèixer per primer cop a SmackDown! el 25 d'agost del 2005, guanyant a Funaki.
Ken Kennedy debutà en un PPV a l'event WWE No Mercy el 2005, guanyant a Hardcore Holly, fent malbé les costelles d'en Holly.
L'11 de novembre del 2005, Ken Kennedy es va enfrentar a Eddie Guerrero per un lloc a l'"equip de SmackDown!" per l'event WWE Survivor Series del 2005. Kennedy va perdre per primer cop una lluita a la WWE.
Al desembre del 2005, la WWE va fer una gira mundial. A Itàlia, Ken Kennedy patí un trencament muscular a l'abdomen. Aquest obligà a Kennedy a no lluitar durant 6 mesos.

#### 2006
Encara que no podia lluitar, Ken Kennedy tornà a SmackDown! el 6 de gener del 2006. Aquell cop va ser el comentarista d'una lluita pel WWE Campionat Pes Creuer de la WWE. Kennedy continuà fent aparicions a SmackDown! durant gener i febrer, fent la seva característica autopresentació en el ring i comentant lluites.
D'ençà que Kennedy tornà, ha continuat a la seva "mini-enemistat" amb l'anunciador de SmackDown! Tony Chimel, que començà abans de la seva lesió el 2005. Aquesta enemistat està basada en el fet que Kennedy creu que els anuncis d'en Chimel no són bons i por això ell mateix es presenta.
Ken Kennedy es canvià el seu nom artístic a Mr. Kennedy.
Mr. Kennedy tornà a SmackDown! guanyant a Scotty 2 Hotty, Matt Hardy, Rey mysterio, Funaki i Gunner Scott. Però després, Mr. Kennedy va tenir una enemistat amb Matt Hardy i Kennedy feia perdre totes les lluites de Hardy i al mateix temps l'atacava, però al final, Hardy li va treure la condició d'invicte a Mr. Kennedy en un compte de 3.
Mr. Kennedy guanyà a Mark Henry per lluitar contra Batista per ser el rival número 1 pel W a l'event de juliol, The Great American Bash on Mr. Kennedy guanyà la lluita per desqualificació, ja que Batista l'estava asfixiant i després que Batista el llençà contra les escales d'acer, el que li ocasionà una lesió al crani que va haver de ser tancada amb 20 punts. Després, Kennedy lluità amb Batista a SmackDown!. Mr. Kennedy guanyà a Batista per mitjà del compte fora del ring, però en el seu tercer enfrontament, Batista el derrotà mitjançant compte de tres.
Al programa de l'1 de setembre de SmackDown!, en Mr. Kennedy guanyà a Finlay i Bobby Lashley en un combat triple per guanyar el Campionat dels Estats Units, el seu primer títol a la WWE.
El 8 de setembre, Mr. Kennedy anuncià la seva intenció d'anar a la lliga RAW argumentant que ja no tenia rivals a SmackDown!. Davant d'aquesta situació, el mànager general de SmackDown! (Theodore Long) va organitzar un combat entre Mr. Kennedy i l'Undertaker per l'event WWE No Mercy, on Mr. Kennedy guanyà el combat després de la desqualificació de l'Undertaker.
Al programa de SmackDown! del 13 d'octubre, Mr. Kennedy insistí en el seu desig d'anar-se'n a la lliga WWE Raw, en aquella ocasió, en Theodore Long l'enfrontà contra un lluitador amb el qui mai havia lluitat: Chris Benoit (amb el títol de Kennedy en joc).Long digué que si en Kennedy era capaç de guanyar a en Benoit, faria els tràmits necessaris per qué Mr. Kennedy passes a la RAW. Mr. Kennedy, va perdre en campionat en benefici de Chris Benoit després d'una distracció de l'Undertaker.
Després, Mr. Kennedy juntà forces amb MVP en combats contra l'Undertaker i Kane.

#### 2007
Mr. Kennedy va tenir algunes lluites contra Chris Benoit, MVP i Finlay per a classificar-se pel Money In The Bank de Wrestlemania 23; finalment es classificà.
Després lluità contra Bobby Lashley tenin sempre abantatje, ja que Vince McMahon (el propietari de la WWE) obligà a Bobby Lashley a lluitar en aquestes condicions contra diferents lluitadors per què lluitaria representant a en Donald Trump en comptes d'ell en una lluita on Vince i Trump es jugaven els cabells (qui guanyava deixava calb al rival).
Més tard ja a Wrestlemania 23, Mr. Kennedy lluità a Money In The Bank contra Matt Hardy, Jeff Hardy, King Booker, Edge, Randy Orton, Finlay i CM Punk, on Mr. Kennedy guanyà el maletí després de desfer-se dels seus rivals.
Temps després, Mr. Kennedy anuncià que utilitzaria el seu maletí a Wrestlemania 24. Edge el retà a un combat pel maletí on Edge l'atacà per l'esquena quan Mr. Kennedy estava anant al ring. L'arbitre preguntà a Kennedy si volia lluitar i aquest digué que si perdent així el seu maletí. Al programa següent de SmackDown!, Edge utilitzaria el maletí per un combat contra Undertaker (llavors Undertaker era el Campió Mundial de pes pesant, Edge guanyà el combat convertin-se en el nou campió)
L'11 de juny a RAW hi va tenir lloc el Draft Lottery on Mr. Kennedy fou escollit per la lliga RAW i així intentar complir el seu somni: ser el Campió de la WWE

## Lluitant

### Finishers
- Mic Check(Leg Hook reverse STO)
- Kenton Bomb
- Green Ridge Plunge
- Lambeau Leap
- Green Ridge Meatpacker
- Inverted Superplex

### Moviments característics
- Rolling fireman's carry slam
- Facewash
- Dropkick
- Bicycle kick
- Indian deathlock
- Missile dropkick
- Shoulderbreaker
- DDT

## Títols i fites
- Campió dels Estats Units
- Guanyador de la lluita d'escales "Money In The Bank" a Wrestlemania 23